# 拟大腹园蛛
拟大腹园蛛（学名：Araneus pseudoventricosus）为园蛛科园蛛属的动物。在中国大陆，分布于浙江等地。该物种的模式产地在浙江。